# El Acebrón
El Acebrón es un municipio y localidad española de la provincia de Cuenca, en la comunidad autónoma de Castilla-La Mancha. Tiene una población de 230 habitantes (INE 2024).

## Historia
A mediados del siglo XIX, la villa tenía contabilizada una población de 199 habitantes. Aparece descrita en el primer volumen del Diccionario geográfico-estadístico-histórico de España y sus posesiones de Ultramar de Pascual Madoz de la siguiente manera:

ACEBRON: v. con ayunt. en la prov. y obisp. de Cuenca (13 horas), part. jud. de Tarancon (2), adm. de rent. de Huete (6), aud. terr. de Albacete (23) y c. g. de Castilla la Nueva: sit. en llano á las marg. del r. Bedija que pasa hacia el N.: sus casas están mal distribuidas, formando calles irregulares con algunas plazuelas; y la igl. (Sto. Domingo de Silos), á un estremo de la pobl., está servida por un cura propio de concurso general: el cementerio, construido en 1834, en los afueras hacia el N., no perjudica á la salubridad; y el vecindario, por carecer de fuentes, usa del agua de un pozo, titulado de San Miguel, dist. de la v. 1/4 de hora. El térm. confina por N. con el de Tarancon; E. con el de Trivaldos y Villarrubio, S. con el de Torrubia del Campo y O. con el de Fuente de Pedro Narro, encontrándose en él el elevado cerro del Tenzo. El terreno, llano en lo general, tiene algunas hondonadas, es tenaz, bastante productivo y de secano; en el térm. alcabalatorio, que comprende á Torrubia, Fuente de Pedro Narro y Tarancon, se cultivan 4200 fan. de tierra. El r. Bedija, corre de N. á O. y aunque de muy escaso caudal, mueve á represadas el molino de una piedra llamado del Cobo, y tiene, un puente de piedra y mamposteria de un arco bastante bajo. Los caminos son comunales, de herradura y carreteros, en mal estado: la correspondencia se recibe en Tarancon por un valigero, enviado por el ayunt. tres veces á la semana. Prod.: trigo, cebada, centeno, avena, maiz, vino, cominos, garbanzos, almortas y lentejas: el sobrante del trigo, que es la cosecha mas abundante, se esporta á los mercados inmediatos, y lo mejor á Valencia y Alicante: hay tambien caza de liebres, y las caballerias mayores y menores necesarias para la labranza. Pobl. 50 vec., 199 alm. dedicadas principalmente á la agricultura. Cap. prod. 916,520 rs.; imp. 43,887. Dista de la corte 13 horas.
(Madoz, 1845, p. 67)

## Demografía
El Acebrón cuenta con una población de 230 habitantes (INE 2024).
| Gráfica de evolución demográfica de El Acebrón entre 1842 y 2021 |
| |
| Población de derecho según los censos de población del INE Población de hecho según los censos de población del INEEn estos censos se denominaba Acebron: 1842, 1857 y 1860 |

## Administración y política
| Periodo   | Nombre                          | Partido |
| --------- | ------------------------------- | ------- |
| 1987-1991 | Rafael Polo García              | PSOE    |
| 1991-1995 | Rafael Polo García              | PSOE    |
| 1995-1999 | Rafael Polo García              | PSOE    |
| 1999-2003 | Rafael Polo García              | PSOE    |
| 2003-2007 | Rafael Polo García              | PSOE    |
| 2007-2011 | Consuelo Arquero Horcajada      | PP      |
| 2011-2015 | Consuelo Arquero Horcajada      | PP      |
| 2015-2019 | Consuelo Arquero Horcajada      | PP      |
| 2019-2023 | María del Carmen García Serrano | PSOE    |
| 2023-act. | Gustavo Rafael Bustos Canorea   | PP      |

## Fiestas
Las fiestas patronales coinciden con el día de Pascua Pentecostés, que varía entre el 15 de mayo y el 15 de junio. Se venera al patrón del pueblo, el Santísimo Cristo de la Misericordia.